# Cameron Richardson
Cameron Richardson (Baton Rouge, 11 september 1979) is een Amerikaans actrice en model. Ze groeide op in New Jersey.
Richardson speelde in onder meer de series Cover Me: Based on the True Life of an FBI Family (2001-02), Point Pleasant (2005-06) en Harper’s Island (2009).

## Filmografie

### Films
- 2002: Frank McKlusky, C.I.
- 2003: National Lampoon Presents Dorm Daze, als Adrienne
- 2003: National Lampoon's Barely Legal, als Rachael
- 2004: The Good Humor Man
- 2005: Supercross, als Piper Cole
- 2006: Open Water 2: Adrift, als Michelle
- 2007: Alvin and the Chipmunks, als Claire Wilson
- 2007: Rise: Blood Hunter, als Colette
- 2008: Familiar Strangers
- 2008: Twisted
- 2009: Women in Trouble, als Darby
- 2009: Alvin and the Chipmunks: The Squeakquel, als Claire Wilson
- 2010: Mad Breakers

### Series
- 2000: Cover Me: Based on the True Life of an FBI Family
- 2005: Point Pleasant, als Paula Hargrove
- 2006: House (aflevering Skin Deep), als Alex
- 2006: Entourage, als Lindsay
- 2008: 12 Miles of Bad Road, als Juliet
- 2009: Harper’s Island, als Chloe Carter